# Йохансон, Эдмунд Волдемарович
Эдмунд Волдемарович Йохансон (Эдмундс Йохансонс; латыш. Edmunds Johansons; 22 июля 1936, Рига, Латвия — 7 февраля 2017, там же) — советский латвийский руководитель органов госбезопасности, генерал-майор. Председатель Комитета государственной безопасности Латвийской ССР (1990—1991).

## Биография

### Начало пути
В 1956 году окончил Рижский политехникум и начал работать на заводе полупроводниковых приборов «Автоэлектроприбор». С 1957 по 1960 год проходил срочную службу в рядах Советской армии.
Член КПСС (1960 —1991).

### Работа в ЛКСМ Латвийской ССР
С 1959 года работал в аппарате ЛКСМ Латвии.
С 1963 года — первый секретарь Бауского райкома ЛКСМ Латвии.
С 1965 года — первый секретарь Кировского районного комитета ЛКСМ Латвии в Риге и заведующий отделом ЦК ЛКСМ Латвийской ССР.

### Служба вКГБ Латвийской ССР
В 1971 году окончил Высшую партийную школу при ЦК Коммунистической партии Литовской ССР и курсы руководящего оперативного состава Высшей школе КГБ при Совете министров СССР.
С 1972 года — на службе в органах государственной безопасности.
С 1984 года начальник 5-го Управления КГБ Латвийской ССР.
С 1986 по 1989 год — заместитель председателя КГБ Латвийской ССР, заместитель начальника отдела 5-го Управления КГБ СССР (борьба с идеологическими диверсиями, антисоветскими и религиозно-сектантскими элементами).
С марта 1990 по август 1991 года — председатель КГБ Латвийской ССР.

### Работа вЛатвийской Республике
После 21 августа 1991 года, когда Верховный Совет Латвийской Республики подтвердил независимость, приняв Конституционный закон «О государственном статусе Латвийской республики», занимался передачей имущества, деловых материалов и документов Комитета государственной безопасности Латвийской ССР различным ведомствам и вновь образовавшимся государственным структурам Латвийской Республики.
С марта 1992 года работал в коммерческих банках и латвийском транзитном бизнесе.
В 2006 году в рижском издательстве "Atmoda un VDK" опубликована книга воспоминаний Эдмунда Йохансона «Записки генерала ЧК» (латыш. "Čekas ģenerāļa piezīmes").